# Canyon Creek
Canyon Creek è un census-designated place (CDP) degli Stati Uniti d'America della contea di Hood nello Stato del Texas. La popolazione era di 916 abitanti al censimento del 2010.

## Geografia fisica
Secondo lo United States Census Bureau, il CDP ha una superficie totale di 6,64 km², dei quali 6,09 km² di territorio e 0,54 km² di acque interne (8,16% del totale).

## Società

### Evoluzione demografica
Secondo il censimento del 2010, la popolazione era di 916 abitanti.

### Etnie e minoranze straniere
Secondo il censimento del 2010, la composizione etnica del CDP era formata dall'87,66% di bianchi, lo 0,87% di afroamericani, l'1,2% di nativi americani, lo 0,22% di asiatici, lo 0% di oceanici, il 6,99% di altre razze, e il 3,06% di due o più etnie. Ispanici o latinos di qualunque razza erano il 14,63% della popolazione.